# Растоваць (Загвозд)
Растоваць (хорв. Rastovac) — населений пункт у Хорватії, в Сплітсько-Далматинській жупанії у складі громади Загвозд.

## Населення
Населення за даними перепису 2011 року становило 168 осіб.
Динаміка чисельності населення поселення:

## Клімат
Середня річна температура становить 11,41 °C, середня максимальна – 25,34 °C, а середня мінімальна – -3,25 °C. Середня річна кількість опадів – 912 мм.
| Клімат поселення                              | Клімат поселення | Клімат поселення | Клімат поселення | Клімат поселення | Клімат поселення | Клімат поселення | Клімат поселення | Клімат поселення | Клімат поселення | Клімат поселення | Клімат поселення | Клімат поселення | Клімат поселення |
| Показник                                      | Січ.             | Лют.             | Бер.             | Квіт.            | Трав.            | Черв.            | Лип.             | Серп.            | Вер.             | Жовт.            | Лист.            | Груд.            |                  |
| Середній максимум, °C                         | 7,36             | 8,47             | 11,66            | 15,32            | 20,16            | 24,08            | 25,34            | 25,04            | 20,94            | 16,96            | 11,97            | 8,32             |                  |
| Середня температура, °C                       | 2,06             | 3,17             | 6,36             | 10,01            | 14,85            | 18,77            | 20,86            | 20,57            | 16,47            | 12,48            | 7,50             | 3,86             |                  |
| Середній мінімум, °C                          | −3,25            | −2,14            | 1,05             | 4,71             | 9,54             | 13,46            | 16,39            | 16,10            | 11,98            | 8,00             | 3,02             | −0,61            |                  |
| Норма опадів, мм                              | 80               | 70               | 73               | 78               | 62               | 59               | 40               | 54               | 76               | 101              | 118              | 101              |                  |
| Середньомісячна швидкість вітру, м/с          | 3.15             | 3.53             | 3.54             | 3.24             | 2.86             | 2.59             | 2.58             | 2.46             | 2.80             | 2.93             | 3.56             | 3.64             |                  |
| Середньомісячна сонячна радіація, кДж/м²·день | 5554             | 8269             | 11975            | 16139            | 19848            | 22522            | 24353            | 21510            | 16028            | 10536            | 6070             | 4692             |                  |
| --------------------------------------------- | ---------------- | ---------------- | ---------------- | ---------------- | ---------------- | ---------------- | ---------------- | ---------------- | ---------------- | ---------------- | ---------------- | ---------------- | ---------------- |
| Джерело:                                      |                  |                  |                  |                  |                  |                  |                  |                  |                  |                  |                  |                  |                  |